# Torneig de Roland Garros 2025
El Torneig de Roland Garros 2025, conegut oficialment com a Internationaux de France 2025, és un esdeveniment de tennis disputat sobre terra batuda que pertany a la categoria de Grand Slam. La 124a edició del torneig se celebrarà entre el 19 de maig i el 8 de juny de 2025 al Stade Roland Garros de París, França.

## Resum
- El tennista espanyol Carlos Alcaraz va defensar el títol aconseguit en l'edició anterior i guanyar el cinquè títol individual de Grand Slam del seu palmarès, fins al moment, totes les finals de Grand Slam disputades. En la final va derrotar l'italià Jannik Sinner, número u del rànquing, que també havia guanyat les tres finals de Grand Slam que havia disputat. Alcaraz va aixecar els dos primers sets en contra i va salvar tres punts de partit per esdevenir el tercer tennista masculí en remuntar punts de partit en contra en una final de Grand Slam. També va ser la final de Roland Garros més llarga de la història i la segona més llarga d'un Grand Slam superant les cinc hores i 29 minuts.[1]

- L'estatunidenca Coco Gauff va guanyar el segon títol individual de Grand Slam del seu palmarès després de superar la belarussa Arina Sabalenka, que va disputar la tercera final consecutiva de Grand Slam i segona de la temporada sense títol. Des de l'any 2018 que les dues primeres classificades del rànquing individual no s'enfrontaven en una final de Grand Slam. Sabalenka va conservar el número u del rànquing malgrat la derrota en la final.[2]

- La parella formada pel català Marcel Granollers i l'argentí Horacio Zeballos van guanyar el primer títol de Grand Slam del seu palmarès. Per Granollers era la sisena final de Grand Slam i per Zeballos la quarta, ambdós sense haver aconseguit el títol abans.[3]

- La parella italiana formada per Sara Errani i Jasmine Paolini van guanyar el primer títol de Grand Slam juntes. Per Paolini era el primer títol de Grand Slam en qualsevol disciplina mentre que per Errani va ser el segon títol de Roland Garros en la modalitat de dobles femenins en la cinquena que hi disputava, i també va ser el sisè títol de Grand Slam en dobles mixts, tot i que ja feia més de deu anys de l'anterior. Errani també va aconseguir el doblet ja que dies abans havia guanyat el títol de dobles mixts.[4]

- La parella italiana formada per Sara Errani i Andrea Vavassori van guanyar el segon títol de Grand Slam junts després del US Open 2024.[5][6]

## Campions/es

### Elit
| Categoria          | Campions/es                        | Finalistes                      | Resultat                            |
| ------------------ | ---------------------------------- | ------------------------------- | ----------------------------------- |
| Individual masculí | Carlos Alcaraz                     | Jannik Sinner                   | 4−6, 7−6(4), 4−6, 7−6(3), 7−6(10−2) |
| Individual femení  | Coco Gauff                         | Arina Sabalenka                 | 6−7(5), 6−2, 6−4                    |
| Dobles masculins   | Marcel Granollers Horacio Zeballos | Joe Salisbury Neal Skupski      | 6−0, 6−7(5), 7−5                    |
| Dobles femenins    | Sara Errani Jasmine Paolini        | Anna Danilina Aleksandra Krunić | 6−4, 2−6, 6−1                       |
| Dobles mixts       | Sara Errani Andrea Vavassori       | Taylor Townsend Evan King       | 6−4, 6−2                            |

### Júniors
| Categoria          | Campions/es                    | Finalistes                       | Resultat         |
| ------------------ | ------------------------------ | -------------------------------- | ---------------- |
| Individual masculí | Niels McDonald                 | Max Schönhaus                    | 6−7(5), 6−0, 6−3 |
| Individual femení  | Lilli Tagger                   | Hannah Klugman                   | 6−2, 6−0         |
| Dobles masculins   | Oskari Paldanius Alan Ważny    | Noah Johnston Benjamin Willwerth | 6−2, 6−3         |
| Dobles femenins    | Eva Bennemann Sonja Zhenikhova | Alena Kovačková Jana Kovačková   | 4−6, 6−4, [10−8] |

## Distribució de punts i premis

### Distribució de punts
| Esdeveniment       | G    | F    | SF  | QF  | 4a ronda | 3a ronda | 2a ronda | 1a ronda | Q  | Q3 | Q2 | Q1 |
| Individual masculí | 2000 | 1300 | 800 | 400 | 200      | 100      | 50       | 10       | 30 | 16 | 8  | 0  |
| Dobles masculins   | 2000 | 1200 | 720 | 360 | 180      | 90       | 0        | −        | −  | −  | −  | −  |
| Individual femení  | 2000 | 1300 | 780 | 430 | 240      | 130      | 70       | 10       | 40 | 30 | 20 | 2  |
| Dobles femenins    | 2000 | 1300 | 780 | 430 | 240      | 130      | 10       | −        | −  | −  | −  | −  |

### Distribució de premis
| Esdeveniment | G         | F         | SF      | QF      | 4a ronda | 3a ronda | 2a ronda | 1a ronda | Q3     | Q2     | Q1     |
| Individuals  | 2.400.000 | 1.200.000 | 650.000 | 415.000 | 250.000  | 158.000  | 110.000  | 73.000   | 41.000 | 28.000 | 20.000 |
| Dobles       | 590.000   | 295.000   | 148.000 | 80.000  | 43.500   | 27.500   | 17.500   | −        | −      | −      | −      |
| Dobles mixts | 122.000   | 61.000    | 31.000  | 17.500  | 10.000   | 5.000    | −        | −        | −      | −      | −      |

- Els premis són en euros.
- Els premis de dobles són per equip.